# Juan María Florindo Agurto Muñoz
Juan María Florindo Agurto Muñoz OSM (* 19. Februar 1959 in Santiago de Chile) ist ein chilenischer Ordensgeistlicher und römisch-katholischer Bischof von San Carlos de Ancud.

## Leben
Juan María Florindo Agurto Muñoz trat der Ordensgemeinschaft der Serviten bei und empfing am 28. Juni 1986 die Priesterweihe. 
Papst Johannes Paul II. ernannte ihn am 22. Oktober 2001 zum Koadjutorbischof von San Carlos de Ancud. Die Bischofsweihe spendete ihm der Bischof von San Carlos de Ancud, Juan Luis Ysern de Arce, am 6. Januar des folgenden Jahres; Mitkonsekratoren waren Erzbischof Aldo Cavalli, Apostolischer Nuntius in Chile, und Aldo Maria Lazzarín Stella OSM, emeritierter Apostolischer Vikar von Aysén.
Mit der Emeritierung Juan Luis Ysern de Arces am 15. September 2005 folgte er ihm als Bischof von San Carlos de Ancud nach.